# Schuhmarkt Nr. 7 (Parchim)

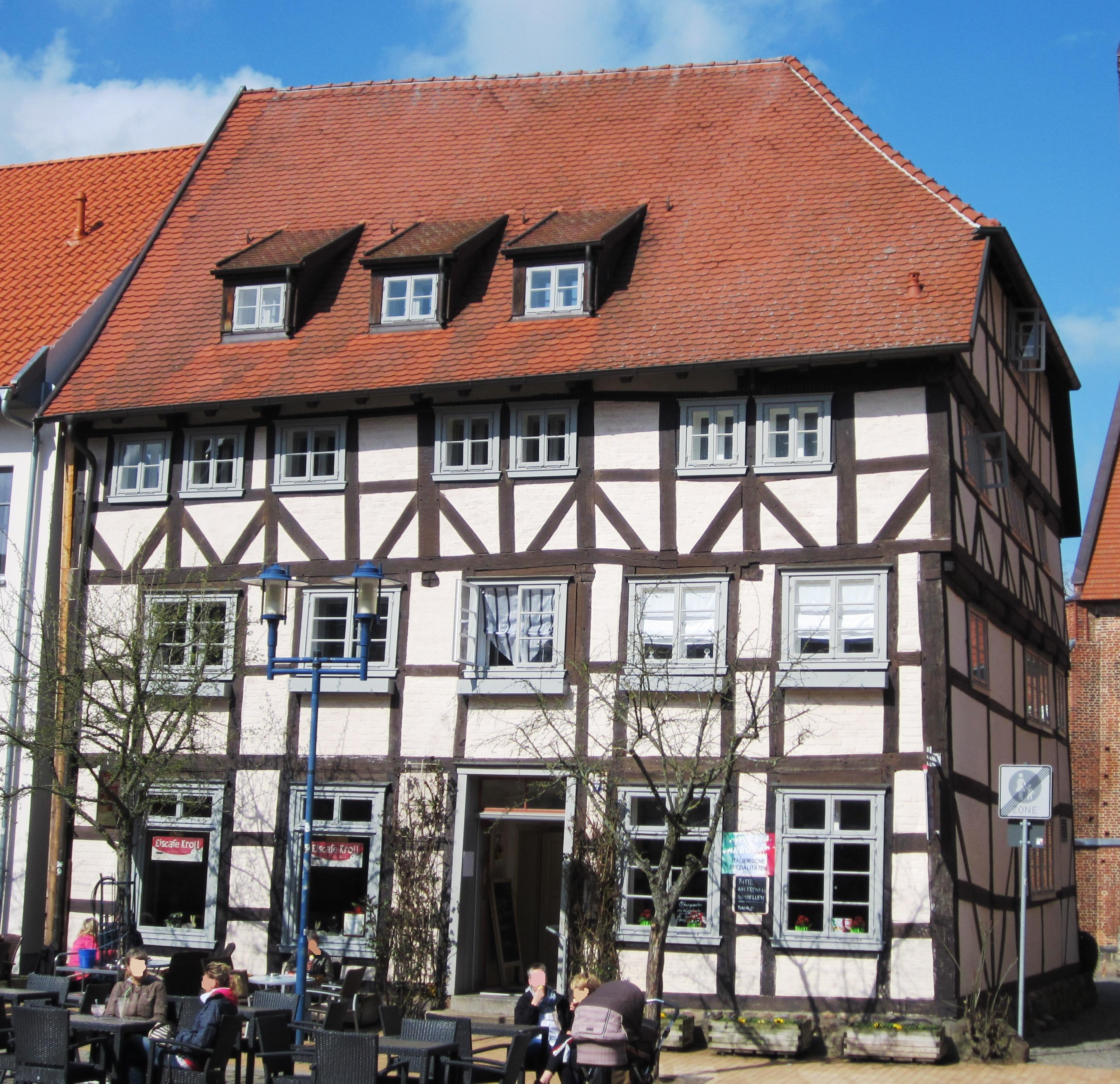
Nr. 7: Fachwerkhaus

Das Wohn- und Geschäftshaus Schuhmarkt Nr. 7 in Parchim wurde um oder nach 1612 gebaut. Es steht unter Denkmalschutz.

## Geschichte

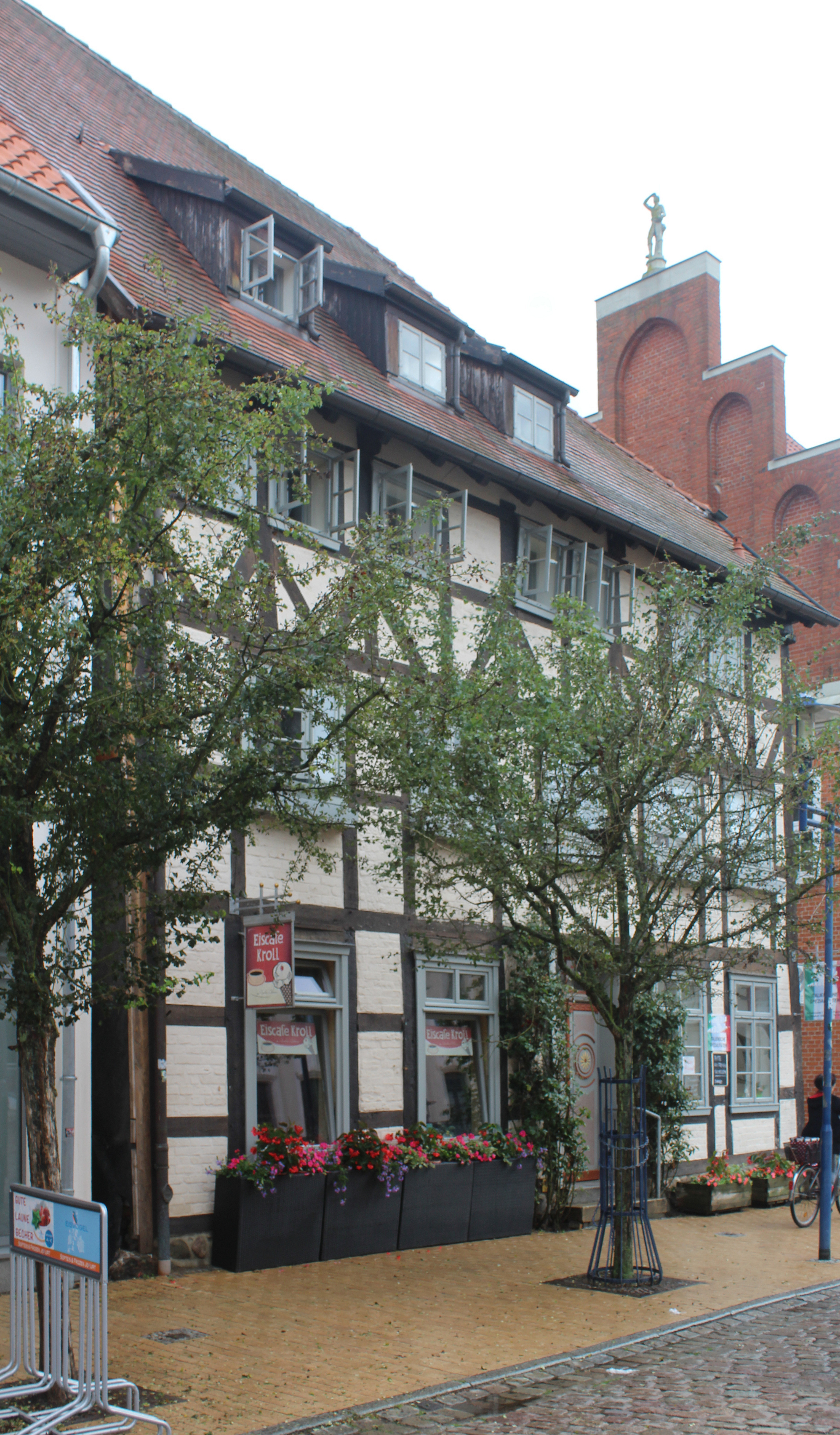
Nr. 7

1612 vernichtete ein Stadtbrand viele Häuser in der Altstadt. Die Häuser Schuhmarkt 7 und 8 wurden bald danach neu gebaut.
Um 1620 entstand das dreigeschossige Fachwerkhaus in Ständerbauweise mit verputzten Ausfachungen und einem Krüppelwalmdach am Giebel zum Gang zur Georgenkirche. Das Haus wurde zunächst von Ackerbürgern genutzt. In schneller Folge wechselten die Eigentümer. Es fanden dabei mehrere Umbauten statt, wobei die Konstruktion des Hauses erhalten blieb. Das erhaltene Treppenhaus stammt von 1777.
Nach 1945 wurde das Haus zwar in den 1970er Jahren unter Denkmalschutz gestellt, verfiel aber in der DDR-Zeit. Im Nachbargebäude befand sich seit 1957 eine Eisbar, die seit Oktober 1973 vom Ehepaar Kroll geführt wurde und 2000 in dieses Haus umzog.
1998 erhielt das Haus einen neuen Eigentümer. Von 1998 bis 2000 wurde das Gebäude saniert und die Ausfachungen erfolgten in traditioneller Lehmbauweise. Heute befinden sich hier ein Restaurant und die Eisbar Kroll.